# Komisarivka, Berezanka
Komisarivka (în ucraineană Комісарівка) este un sat în comuna Dmîtrivka din raionul Berezanka, regiunea Mîkolaiiv, Ucraina.

## Demografie
Componența lingvistică a localității Komisarivka
     Ucraineană (97,12%)
     Rusă (1,67%)
     Alte limbi (0,45%)
Conform recensământului din 2001, majoritatea populației localității Komisarivka era vorbitoare de ucraineană (97,12%), existând în minoritate și vorbitori de rusă (1,67%).